# Троицкая церковь (Гусь-Железный)
Церковь Живоначальной Троицы — приходской храм Касимовской епархии Русской православной церкви, расположенный в посёлке Гусь-Железный Рязанской области. Построенная в редком для России стиле псевдоготики с элементами барокко и классицизма.

## История
В 1766 году на средства заводчиков Баташевых в селе была сооружена деревянная церковь во имя святого пророка Иоанна Предтечи, которая сгорела в 1802 году. Тогда же началось возведение нового здания, которое к 1825 году (год смерти заказчика) было доведено до строительства купола. К этому времени в нижнем этаже были освящены несколько престолов. В 1847 году работы возобновились, и главный престол был освящён в 1868 году.
Автор проекта здания неизвестен. Во Владимирском государственном архиве есть документы, в которых сказано, что церковь построена «знаменитым архитектором», однако его фамилия не указана. Согласно выводам рязанских краеведов Георгия Вагнера и Сергея Чугунова, им мог быть Василий Баженов или же касимовский архитектор Иван Гагин.
В 1921 году по требованию Совнаркома из храма были изъяты ценности, а в 1932 году он был закрыт и в дальнейшем использован для хозяйственных нужд. В январе 1948 года храм был возвращён Рязанской епархии Русской православной церкви. Ныне в храме, вмещающем около 1200 верующих, вновь проходят богослужения.
20 сентября 2022 года в посёлке Гусь-Железный Касимовского района из-за сильного ветра обрушилась маковка церковного купола.

## Описание
Здание сооружено из глиняного кирпича и облицовано белым камнем.
Церковь содержит престолы Живоначальной Троицы, Николая Чудотворца, Рождества Христова, Петра и Павла. Высота церкви составляет 50 метров, а прилегающий к нему пятиярусной колокольни — 70 метров.